# Josef Jodl
Josef Jodl (* 1. července 1951) je bývalý československý fotbalista, obránce.

## Fotbalová kariéra
Hrál za Jablonec a od roku 1972 do roku 1989 za SK Dynamo České Budějovice. V roce 1985 přivedl České Budějovice jako kapitán po 37 letech do nejvyšší soutěže. Byl jedním z aktérů úplatkářské aféry mezi Dynamem ČB a Zbrojovkou Brno ve 2. lize na podzim 1984. V nejvyšší soutěži nastoupil ve 42 utkáních a dal 3 góly. Člen síně slávy SK Dynamo České Budějovice.
V červenci roku 2024 se stal čestným prezidentem SK Dynama České Budějovice. V lednu roku 2025 byl z funkce odvolán.